# سامانه تیربار موشکی
سامانه تیربار موشکی یا «تیربار موشکی سپاه» یک سامانه اتوماتیک سوار بر ریل موشکی است که قادر است موشک‌های بالستیک میانبرد را به‌طور پشت سرهم از پایگاه‌های موشکی زیرزمینی ایران به اهدافِ مدنظر شلیک نماید. هر سامانه تیربار موشکی قابلیت حمل و شلیک پی در پی پنج فروند موشک عماد با برد ۱۷۰۰ کیلومتر و مجهز به سرجنگی‌های هدایت‌پذیر را دارد. این سامانه ساخت نیروی هوافضای سپاه پاسداران انقلاب اسلامی است و در آبان ۱۳۹۹ از آن رونمایی شد.

## مشخصات
هر سامانه متشکل از یک واگن ریلی با قابلیت حمل عمودی پنج موشک عماد است. سامانه بعد از بارگیری موشک‌ها گروه‌های موشکی را برای پرتاب سریع و پی در پی از سیلوی زیرزمینی به مواضع پرتاب خود می‌آورد و به سمت اهداف شلیک می‌کند. این سامانه در نوع خود بی نظیر است و در زرادخانه‌های موشکی سایر کشورها هیچ مشابهی در هیچ جای دنیا ندارد.
سامانه تیربار موشکی مزایای مختلفی را در مقایسه با روش قدیمی پرتاب موشک دارد:
1. در یک جنگ تمام‌عیار، به ویژه علیه دشمنی با برتری هوایی (به عنوان مثال ایالات متحده) وقتی هر سیلو زیرزمینی فقط یک بار توان شلیک در کوتاه مدت را داشته باشد، فقط می‌تواند چند موشک را پرتاب کند قبل از اینکه توسط دشمن شناسایی شده و مورد حمله هوایی قرار گیرد. سامانه تیربار موشکی به ایران این امکان را می‌دهد تا قبل از هرگونه حمله احتمالی، موشک‌های بسیار بیشتری را پرتاب کند.[۶]
2. این اجازه را می‌دهد تا ایران با سیل سریع تعداد زیادی موشک بالستیک میانبرد، بر سیستم‌های دفاع موشکی ضد بالستیک دشمن غلبه کند.[۵][۶]
3. از آنجا که موشکها روی سامانه آماده شلیک هستند، نیازی به بارگیری مجدد لانچرهای جداگانه با استفاده از جرثقیل یا لودر نیست، بنابراین موشکها با بازدهی بیشتری ذخیره می‌شوند و فضای کمتری را در سایلوها اشغال می‌کنند.[۵][۷]

یک پایگاه در حال ساخت از نوع تیربار موشکی در نزدیکی خورگو، استان هرمزگان کشف شده‌است.

## رونمایی
تیربار موشکی سپاه در تاریخ چهارشنبه ۱۳ آبان ۱۳۹۹ با حضور فرمانده کل سپاه حسین سلامی رونمایی شد. به گفته سرلشکر سلامی: «پرواز موشک‌های ما پیکره دشمن را می‌لرزاند و قدرت موشک ما ضامن عقب‌نشینی دشمنان است.» وی افزود: «این ستون مستحکم خیمه بازدارندگی و دفاع اطمینان‌بخش نظام ما و قدرتی مهیب است که با آن اراده سیاسی نظام به دشمن نشان داده و در صورت نیاز به او تحمیل می‌شود.»